# Narednik
Narednik (narednica) je (zadnji) niži dočasnički vojni čin u Hrvatskoj vojsci, šesti po dočasničkom redosljedu (čin kategorije-status / Rank-position) s NATO klasifikacijom: OR-6.
Skračena oznaka: nr
Prvi čin nakon desetnika, dok nakon čina narednik slijedi čin nadnarednika, koji je prvi viši dočasnički čin u HV.
U Američkoj kopnenoj vojsci, mu odgovara čin: Staff Sergeant (SSG), dok u Američkim marincima: ima isti naziv, ali ima drukčiju kraticu, SSgt od "Staff Sergeant".

#### Vojni i dočasnički činovi u HV
Vojnici:
vojnik,
pozornik,
razvodnik
Niži dočasnici:
skupnik,
desetnik,
narednik
Viši dočasnici:
nadnarednik,
stožerni narednik,
časnički namjesnik